# João Ferreira de Almeida
João Ferreira Annes d'Almeida (1628, Várzea de Tavares – 6. srpna 1691, Batavia) byl portugalský protestantský pastor a překladatel, který jako první přeložil Bibli do portugalštiny.

## Životopis
Ferreira de Almeida se narodil ve Várzea de Tavares v Portugalském království. S překladem Bible do portugalštiny začal ve 14 letech a pokračoval v překládání až do své smrti. Přeložil celý Nový zákon a většinu knih Starého zákona (hebrejská bible). Překlad pak dokončil jeho přítel Jacobus op den Akker. Almeida také napsal několik dalších děl, většinou polemických pojednání namířených proti římskokatolické církvi.
Ferreira de Almeida byl protestantským pastorem vzdělaným v nizozemské reformované tradici. Spolupracoval s reformovanými církvemi na Jávě (v té době byla holandskou kolonií; dnes Indonésie) a také kázal ve státě Goa na indickém subkontinentu (v té době byl portugalskou kolonií, dnes je svazovým státem Indie). Ferreira de Almeida zemřel v Batavii na Jávě. Málo je známo o jeho životě; většina faktů pochází z předmluvy jeho portugalského překladu španělské brožury s názvem „Differença d'a Christandade“.

## Překlad Bible
Ferreirův překlad Bible do portugalštiny je nejvíce spojen s portugalsky mluvícími protestantskými křesťany a je nejčastěji používaným překladem portugalsky mluvících evangelikálů, zejména v Brazílii. Jeho dílo je zdrojem mnoha pozdějších verzí Bible, vydaných brazilskou nebo portugalskou biblickou společností.
Hlavním principem překladu, který Ferreira de Almeida používal, byla formální ekvivalence (užívání syntaxe původního textu v cílovém jazyce). Jako základ pro překlad použil Textus receptus.